# Джаєнтс Стедіум
«Джаєнтс Стедіум» (англ. Giants Stadium) — колишній багатофункціональний стадіон у місті Іст-Ратерфорд, Нью-Джерсі, США, у минулому домашня арена «Нью-Йорк Джаєнтс» та «Нью-Йорк Ред Буллз». Входив до структури «Мідоулендського спортивного комплексу».
Стадіон побудований протягом 1972—1976 років та відкритий 10 жовтня 1976 року. Потужність арени становила 80 242 глядачі. У 2010 році знятий з експлуатації та демонтований. Неподалік старого стадіону споруджено нову спортивну арену «Мет-Лайф Стедіум».